# Nehodovka
Nehodovka (německy Nehodowka) je malá vesnice, část městyse Libice nad Doubravou v okrese Havlíčkův Brod. Nachází se asi 3,5 km na severovýchod od Libice nad Doubravou. V roce 2009 zde bylo evidováno 7 adres. V roce 2015 zde trvale žijí 3 obyvatelé.
Nehodovka leží v katastrálním území Chloumek o výměře 6,1 km².

## Galerie

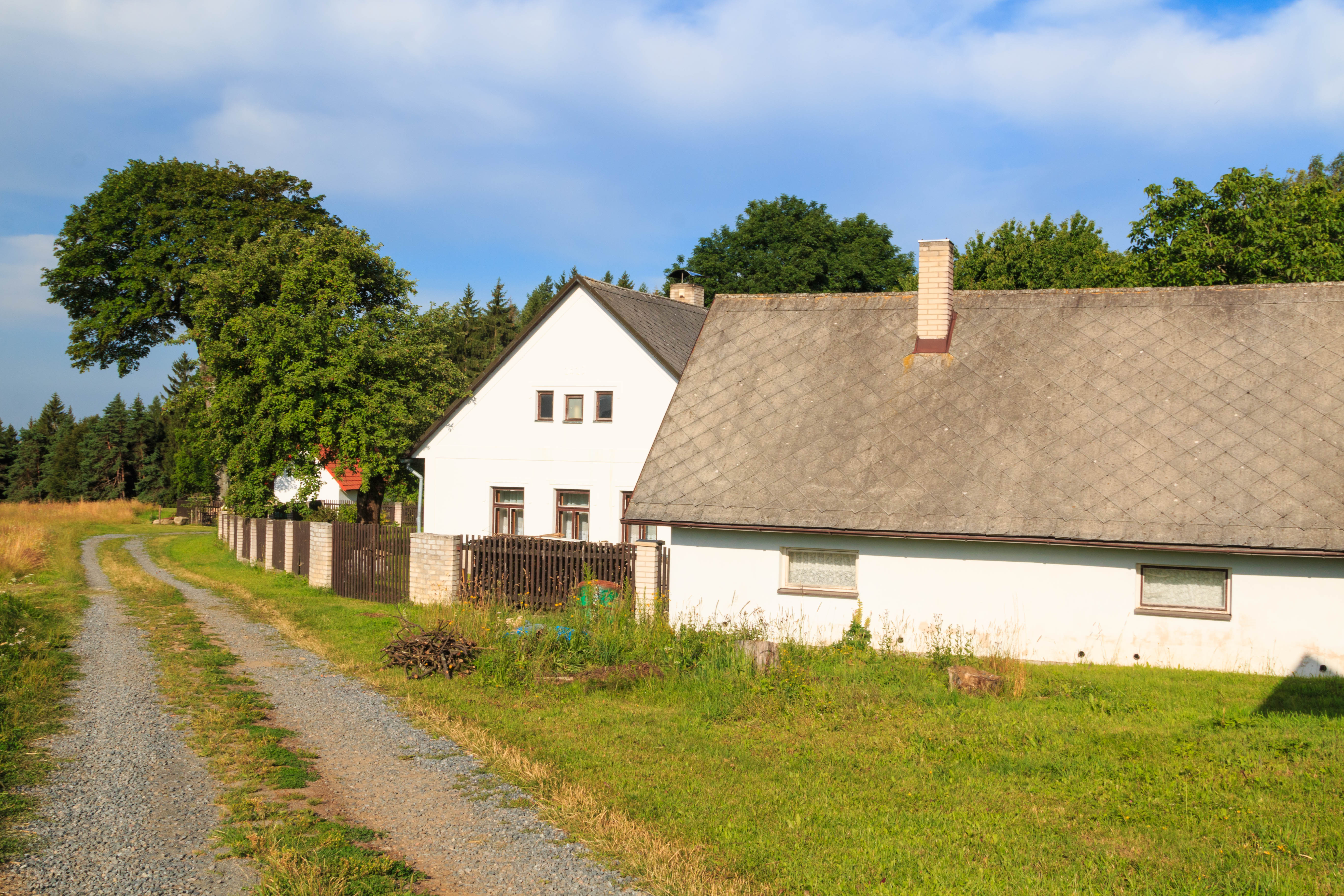
Nehodovka eč. 26
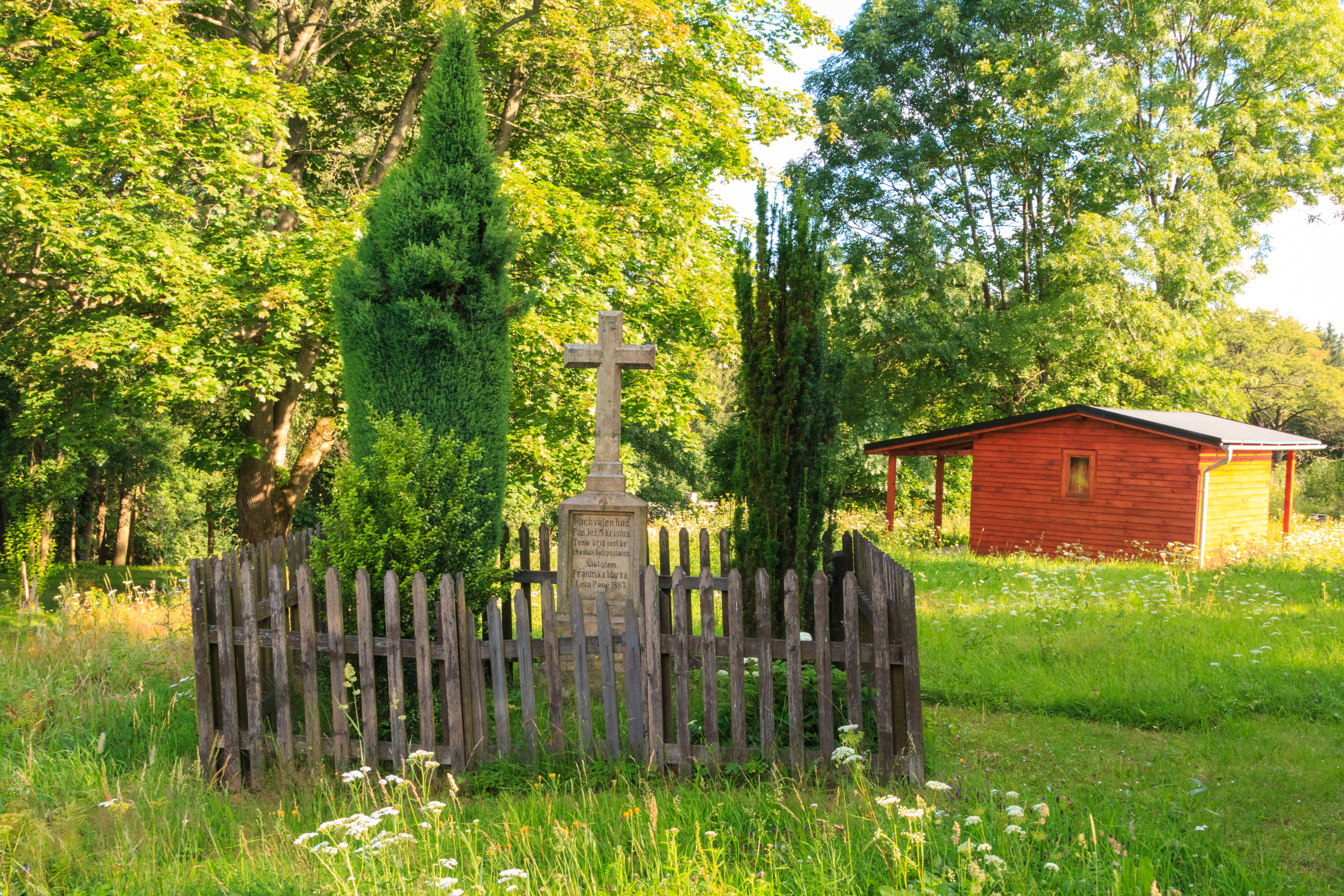
Nehodovka křížek
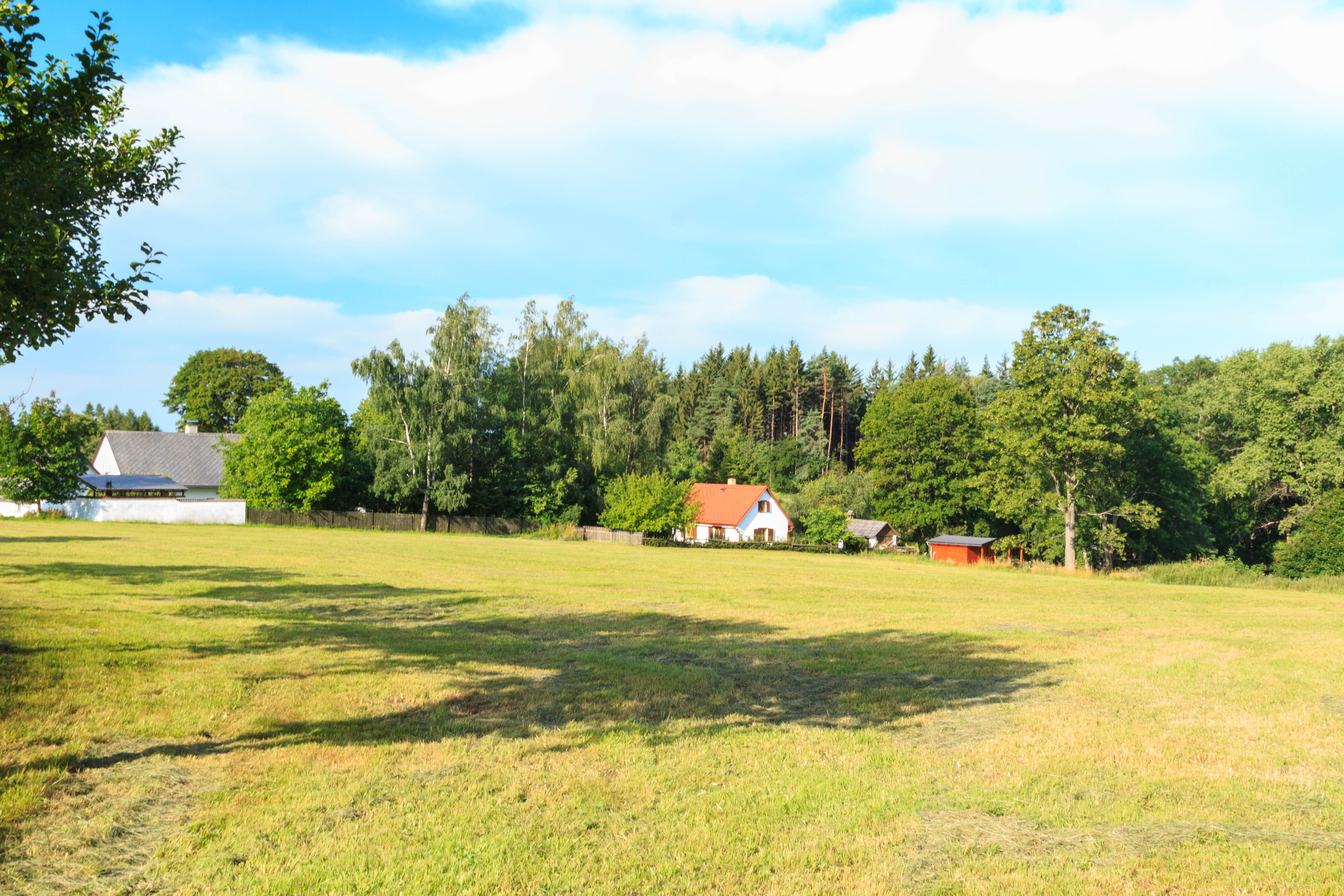
Nehodovka od Chloumku
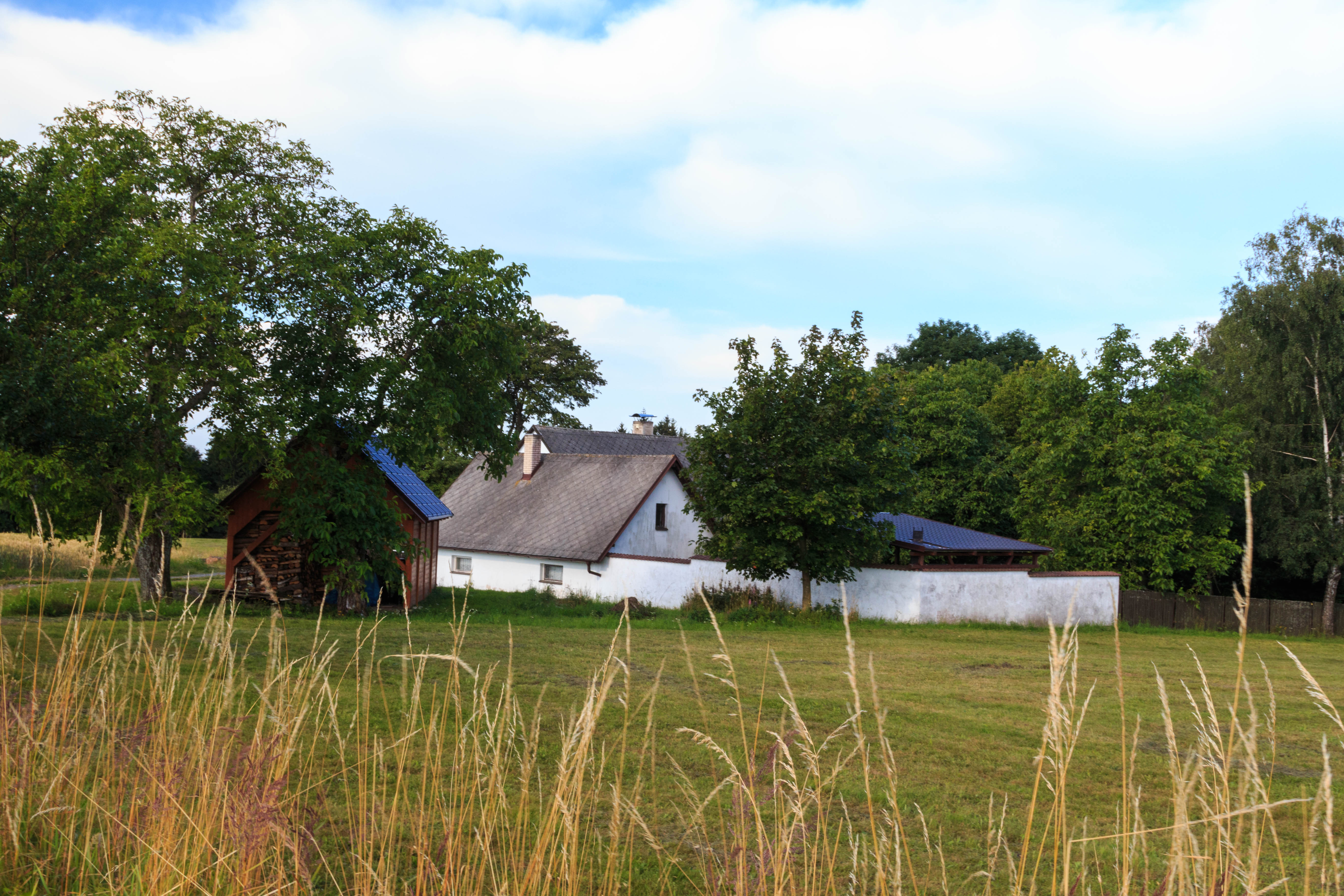
Nehodovka